# Lakeport (California)
Lakeport es una ciudad y sede de condado del condado de Lake, en el estado estadounidense de California. Según el censo del año 2000 tenía una población de 4.820 habitantes y una densidad poblacional de 669.4 personas por km².

## Geografía
Lakeport se encuentra ubicada en las coordenadas 39°2′35″N 122°54′57″O / 39.04306, -122.91583. Según la Oficina del Censo, la ciudad tiene un área total de 7.2 km² (2.8 sq mi), de la cual 6.9 km² (2.7 sq mi) es tierra y 0.3 km² (0.1 sq mi) (3.60%) es agua.

## Demografía
Según el censo del año 2000, los ingresos medios por hogar en la localidad eran de $32.226 y los ingresos medios por familia eran $37.900. Los hombres tenían unos ingresos medios de $36.719 frente a los $25.089 para las mujeres. La renta per cápita para la localidad era de $17.215. Alrededor del 13.5% de las familias y del 15.7% de la población estaban por debajo del umbral de pobreza.